# São Paulo–Congonhas repülőtér
A São Paulo–Congonhas repülőtér (portugál nyelven: Aeroporto de São Paulo/Congonhas–Deputado Freitas Nobre) egy repülőtér (IATA: CGH, ICAO: SBSP) Brazíliában, São Paulo közelében. Éves utasforgalma 22 125 712 fő (2018).

## Kifutópályák
A repülőtér futópályái:
- 17R/35L (1940 m, 45 m, aszfalt)
- 17L/35R (1435 m, 45 m, aszfalt)

## Forgalom
Az utasforgalom az elmúlt években az alábbi módon változott:
| Utasok száma | 10 613 159 | 12 482 094 | 15 610 855 | 14 286 574 | 15 535 626 | 17 310 065 | 19 068 552 | 21 597 634 | 6 964 390 | 18 073 610 |
|              | 2000       | 2002       | 2005       | 2007       | 2010       | 2012       | 2015       | 2017       | 2020      | 2022       |

## Légitársaságok és úticélok
2025-ben a São Paulo–Congonhas repülőtérről az alábbi járatok indulnak (Utoljára frissítve: 2025-02-18):
| Légitársaság            | Célállomások |
| ----------------------- | --- |
| Azul Brazilian Airlines | Aracaju, Belo Horizonte–Confins, Brasília, Curitiba, Fortaleza, Ilhéus, João Pessoa, Maceió, Natal, Porto Alegre, Porto Seguro, Recife, Rio de Janeiro–Santos Dumont, Una-Comandatuba |
| Azul Conecta            | Rio de Janeiro–Jacarepaguá |
| Gol Linhas Aéreas       | Aracaju, Araçatuba, Belo Horizonte–Confins, Bonito, Brasília, Campo Grande, Caxias do Sul, Cuiabá, Chapecó, Curitiba, Florianópolis, Fortaleza, Foz do Iguaçu, Goiânia, Ilhéus, João Pessoa, Joinville, Juiz de Fora, Londrina, Maceió, Maringá, Montes Claros, Natal, Navegantes, Porto Alegre, Porto Seguro, Presidente Prudente, Recife, Ribeirão Preto, Rio de Janeiro–Galeão, Rio de Janeiro–Santos Dumont, Salvador da Bahia, São José do Rio Preto, Uberaba, Uberlândia, Vitória Szezonális: Caldas Novas[forrás?] |
| LATAM Brasil            | Belo Horizonte–Confins, Brasília, Campo Grande, Caxias do Sul, Cuiabá, Curitiba, Florianópolis, Fortaleza, Foz do Iguaçu, Goiânia, Ilhéus, João Pessoa, Joinville (kezdődik 2025 március 30.),[forrás?] Londrina, Maceió, Maringá, Natal, Navegantes, Porto Alegre, Porto Seguro, Recife, Ribeirão Preto (kezdődik 2025 március 30.),[forrás?] Rio de Janeiro–Santos Dumont, Salvador da Bahia, São José do Rio Preto, Uberlândia, Una-Comandatuba, Vitória                                                               |
| Voepass                 | Florianópolis, Ipatinga, Joinville, Juiz de Fora, Presidente Prudente, Ribeirão Preto, Rio de Janeiro–Galeão |